# Lago glaciar

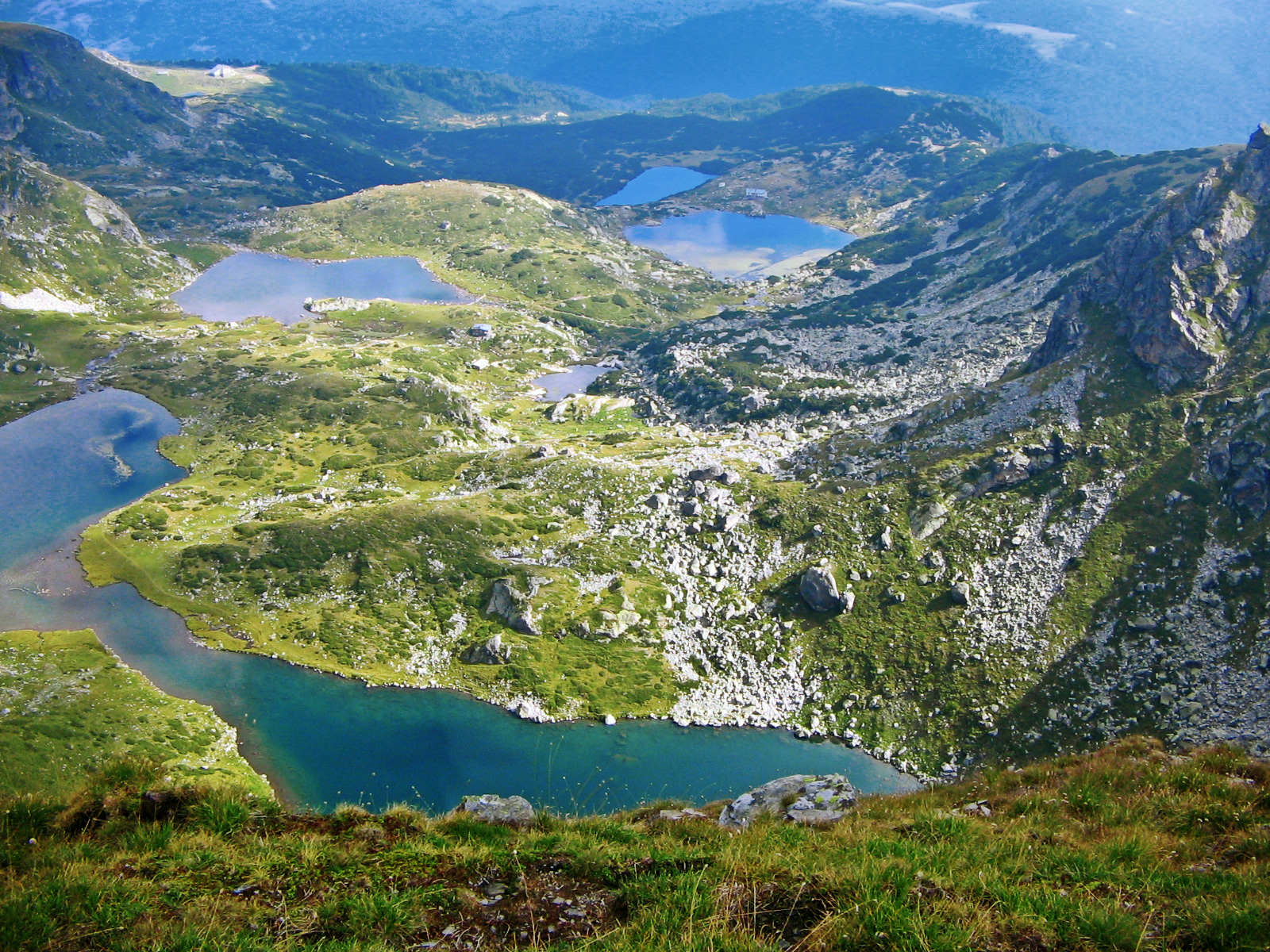
Los lagos de Rila en Bulgaria son típicos lagos glaciales.

Formación de los lagos glaciares durante el retroceso de un glaciar.

Un lago glaciar es un cuerpo de agua que se origina tras la movilización o derretimiento de un glaciar.  Se forman cuando un glaciar erosiona la tierra y luego se derrite, llenando la depresión creada por el glaciar.
Los lagos de origen glaciar son el resultado de la intensa dinámica climática y geológica del Pleistoceno. Durante los periodos de mayor extensión glaciar, la presión glacioestática ejercida por las grandes masas de hielo sobre el terreno por el que discurrían —especialmente en las zonas en que se produce una disminución de la pendiente— produjeron depresiones denominadas cubetas de sobreexcavación glaciar. El retroceso de las masas de hielo dejó al descubierto estas cubetas, que se transformaron en áreas lacustres receptoras de aguas procedentes del deshielo de glaciares y neveros.
A menudo, un glaciar en retirada deja bloques de hielo en las cavidades entre los drumlins o colinas. Al final de una glaciación este hielo se funde formando los lagos. Esos lagos se encuentran a menudo rodeados por drumlins y otras formaciones glaciares, como morrenas y eskers, y figuras erosivas como las estrías glaciares.
La estructura térmica de los lagos glaciares difiere de la de los lagos de baja altitud, pues sufren una inversión de la estratificación de las aguas bajo la capa de hielo en invierno: las aguas más densas (4 °C) se concentran en el fondo, y las aguas frías (hasta 0 °C) permanecen en superficie, originando una cubierta helada (similar a la banquisa) durante las estaciones frías. Esa capa de hielo puede durar más o menos tiempo, dependiendo del clima, la latitud y la altitud.
Debido a sus condiciones de aislamiento, los lagos glaciares suelen presentar en su biocenosis endemismos, lo que los convierte en ecosistemas de especial interés desde el punto de vista biológico y ecológico. Es el caso del tritón pirenaico (Euproctus asper Dugès, 1852) o la rana pirenaica (Rana pyrenaica, Serra-Cobo, 1993) en los ibones de los Pirineos. En los lagos de origen glaciar más aislados y a mayor altitud la presencia de peces indica habitualmente que el ecosistema original ha sido alterado por el ser humano, debido a la introducción de alevines para la práctica de la pesca.
El agua de los lagos glaciares puede tener un color blanquecino o verdoso, debido a la presencia de finas partículas minerales (harina de roca) que favorecen la presencia de grandes poblaciones de algas, aunque las coloraciones verdosas suelen estar relacionados con estados de eutrofia que pueden indicar la antropización de esos ecosistemas.
Son notorios ejemplos de lagos glaciares:
- La mayoría de los lagos alpinos, como el lago de Ginebra o el lago de Zúrich.
- Los lagos de alta montaña de los Pirineos, conocidos por el nombre de ibón en el Pirineo aragonés.[1]
- El lago de Sanabria, en la provincia de Zamora.

Un tipo especial muy común de lagos glaciares son los lagos cintiformes, alargados y estrechos, que tienen forma de dedo:
- El Lago Fagnano o Lago Cami (nombre de origen selk'nam) es un claro ejemplo de este tipo de lagos, compartido entre los países de Argentina y Chile respectivamente, en la Isla de Tierra del Fuego.